# Provincia Novara
Novara este o provincie în regiunea Piemont în Italia.